# Sardy-lès-Épiry
Sardy-lès-Épiry is een gemeente in het Franse departement Nièvre (regio Bourgogne-Franche-Comté) en telt 147 inwoners (2009). De plaats maakt deel uit van het arrondissement Clamecy.

## Geografie
De oppervlakte van Sardy-lès-Épiry bedraagt 15,1 km², de bevolkingsdichtheid is 9,6 inwoners per km².
De onderstaande kaart toont de ligging van Sardy-lès-Épiry met de belangrijkste infrastructuur en aangrenzende gemeenten.

## Demografie
Onderstaande figuur toont het verloop van het inwonertal (bron: INSEE-tellingen).